# Jan Braet von Überfeldt
Jan Braet von Überfeldt, auch in den Schreibweisen Ueberfeldt und Uberfeldt (* 28. März 1807 in Zevender bei Schoonhoven, Königreich Holland; † 28. März 1894 in Doetinchem, Achterhoek, Provinz Gelderland), war ein niederländischer Porträt- und Genremaler, Lithograf und Zeichner.

## Leben

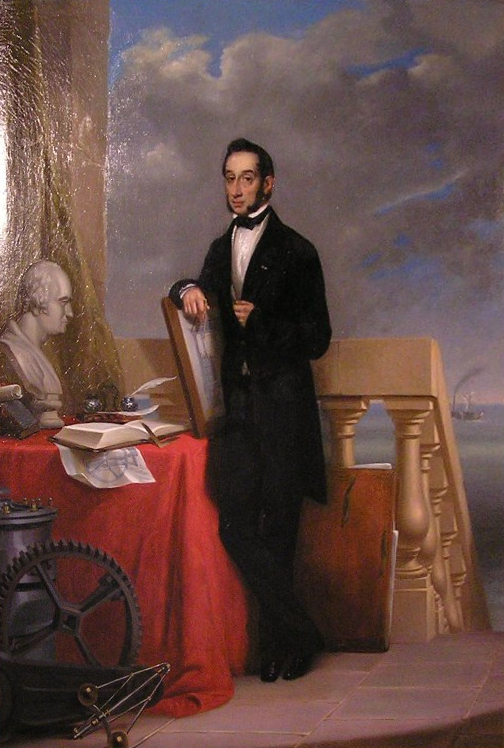
Bildnis des Dampfmaschinenbau-Unternehmers Paul van Vlissingen (1797–1876), Werkspoor-Museum, Amsterdam

Braet war einziger Sohn des Adam Rudolph Carl von Überfeldt (1778–1832), eines Hauptmanns der niederländischen Infanterie, und dessen Ehefrau Maria de Moor Braet (1778–1852), der jüngsten Tochter des Gerichtsvollziehers Jan Braet (1722–1802) aus Schoonhoven, Provinz Zuid-Holland. Er studierte zunächst Medizin. Wegen eines psychischen Leidens wandte er sich der Malerei zu. Eine künstlerische Ausbildung erhielt er bei dem Amsterdamer Historien- und Porträtmaler Jan Adam Kruseman. 1836 debütierte er auf einer Amsterdamer Ausstellung. 1842 unternahm er eine Studienreise nach Deutschland. Auch Belgien besuchte er. Befreundet war Überfeldt mit dem Genremaler Valentin Bing, mit dem er Bücher veröffentlichte, die jeweils mit zahlreichen Lithografien illustriert waren: 1857 und 1859 zwei Werke über niederländische Volkskunde und Trachten, 1863 und 1866 eine Anleitung über das Zeichnen nach der Natur in Volksschulen. Überfeldt hatte mehrere Schüler. Um 1889 war er Lehrer des Malers Piet Mondrian.